# Monisha Kaltenborn
Monisha Kaltenborn (nascida Monisha Narang, Dehradun, 10 de maio de 1971) é uma advogada indo-austríaca que exerceu o cargo de chefe de equipe da Sauber entre 2012 e 2017, sendo a primeira mulher a ser chefe de equipe na Fórmula 1. Ela também detinha 33,3% de participação no projeto até que foi comprada pela Longbow Finance S.A. em julho de 2016.

## Carreira no automobilismo
Monisha ingressou na Sauber em 2000 para administrar o departamento jurídico.
Em 16 de maio de 2012, Peter Sauber, proprietário e fundador da Sauber, transferiu um terço da equipe para Kaltenborn, tornando-a coproprietária. Em outubro, ele se aposentou da gestão da linha de frente da equipe, entregando-lhe o posto de chefe de equipe.
Em 22 de junho de 2017, a Sauber confirmou que Kaltenborn deixaria o Grupo Sauber com efeito imediato por meio de um comunicado em seu site.
Em fevereiro de 2018, Kaltenborn fez um retorno ao automobilismo com a fundação da KDC Racing, que fez sua estreia nas competições de Fórmula 4 Italiana e ADAC Fórmula 4.